# Кушнирович, Марк Аронович
 Ма́рк Аро́нович (Кушниров) Кушниро́вич (3 апреля 1937, Москва —28 октября 2024, Бад-Пирмонт) — советский и российский киновед, кинокритик.

## Биография
Родился 3 апреля 1937 года в Москве в семье Арона Кушнирова (Кушнировича), поэта-переводчика на идиш. В 1954 году окончил школу № 12 в Старомонетном переулке.
Окончил Московский государственный историко-архивный институт.
В 1965 году окончил киноведческий факультет Всесоюзного государственного института кинематографии (мастерская Александра Грошева). Работал научным сотрудником Госфильмофонда СССР, читал лекции и вёл семинары в кинотеатре «Иллюзион». 
Познакомившись с Василием Витальевичем Шульгиным вскоре после просмотра фильма «Перед судом истории» (1965), стал одним из его молодых опекунов и часто принимал его у себя в доме в Лаврушинском переулке.
Работал научным сотрудником Всесоюзного научно-исследовательского института искусствознания.
Читал лекции в Венгрии и Германии.
Выступал в печати по вопросам кино с 1964 года. Автор ряда книг и многочисленных статей по вопросам киноискусства. Публиковался в журналах «Искусство кино», «Сеанс», «Новое время», «Родина», «Столица», «Кино» (Рига), в газетах «Известия», «Московские новости» и др.
С 1995 года жил в Бад-Пирмонте в Германии.

### Семья
- Жена — Анна Родионова, сценаристка[2].

## Фильмография

### Сценарист
- 1985 — Пудель
- 1988 — Сон
- 1997 — Тайна жены и зверя

## Публикации
- Кушниров Марк. «Чужеземец» // Журнал Дружба Народов. — 2004. — Сентябрь (№ 9).